# سمو (بیرجند)
سمو یک منطقهٔ مسکونی در ایران است که در دهستان باقران واقع شده‌است. براساس سرشماری مرکز آمار ایران در سال ۱۳۹۵، سمو ۱۳ نفر جمعیت دارد.